# Malzer Kanal

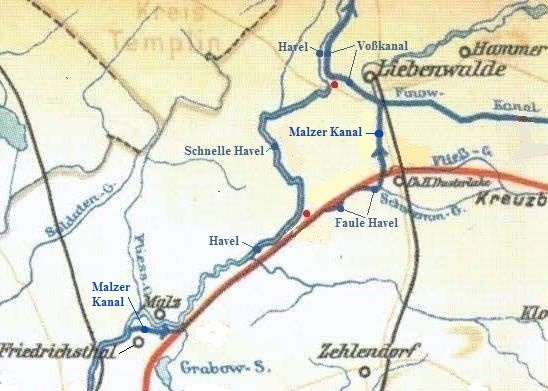
Malzer Kanal
in rot die 1914 in Betrieb genommene Großschifffahrts-Havel-Oder-Wasserstraße

Der Malzer Kanal, amtliches Kürzel MzK, war ursprünglich ein durchgehender Seitenkanal links der Havel zwischen Liebenwalde im Nordosten und Neu-Friedrichsthal im Südwesten. Er heißt Malzer Kanal, weil er anfänglich nur bis Malz reichte und erst später bis Friedrichsthal verlängert wurde. Heute werden nur noch die beiden Endteile als Malzer Kanal bezeichnet: 
- Malzer Kanal Ost im Nordosten zwischen Liebenwalde  und Dusterlake und
- Malzer Kanal West im Südwesten zwischen Malz und Neu-Friedrichsthal.

Der mittlere Teil zwischen Dusterlake und Malz ist im in der später weiter ausgebauten und z. T. neu trassierten  und in Richtung Stettin verlängerten Havel-Oder-Verbindung (ursprünglicher Name Großschiffahrtsweg Berlin-Stettin, populärer Name bis 1945 Hohenzollernkanal, heutiger Name Havel-Oder-Wasserstraße (HOW)) aufgegangen (siehe nebenstehende Abbildung). 
Vor dem Bau der Havel-Oder-Wasserstraße bildete der Malzer Kanal zusammen mit der Havel oberhalb von Berlin-Spandau, mit dem mit ihm etwa gleichzeitig errichteten Oranienburger Kanal und mit dem schon fast ein Jahrhundert vorher im Osten bestehenden (zweiten) Finow-Kanal die erste durchgehend ausgebaute Wasserstraße zwischen Spandau und der Oder bei Hohensaaten.

## Geschichte

### Der durchgehende Malzer Kanal
Der Mittelteil des Kanals wurde 1827 bis 28 als linker (östlicher) Seitenkanal  der Havel vom Zusammenfluss ihrer Arme Schnelle und Faule Havel bis nach Malz gebaut. 1838 wurde er von Malz bis Neu-Friedrichsthal verlängert. 
Die für die Schifffahrt bis zum  bei Liebenwalde beginnenden Finowkanal bereits benutzte Faule Havel  wurde zwischen 1838 und 1840 vertieft und begradigt und der Malzer Kanal somit nochmals verlängert.
Oberhalb von Liebenwalde waren die meistens versandete Faule und ein kleines Stück der ungeteilten Havel schon 1823 bis 27 mit dem  Voßkanal schiffbar gemacht worden. 
Zwischen Friedrichsthal und dem nördlichen Ende des etwa gleichzeitig gebauten Oranienburger Kanals in Sachsenhausen verlief die Schifffahrt wieder in der ausgebauten Havel (Friedrichhaler Havel). 

### Der zweigeteilte Malzer Kanal
Das in die Havel-Oder-Schifffahrtsstraße übernommene, etwa 18 km lange Zwischenstück des Malzer Kanals liegt in etwa zwischen Dusterlake im Nordosten und Malz im Südwesten. Die verbliebenen Teile sind in etwa die Hälfte der ausgebauten Faulen Havel bzw. die spätere Verlängerung des Havel-Seitenkanals von Malz bis Friedrichsthal. Die zwei beim Bau des Malzer Kanals errichteten Schleusen befinden sich in je einem der verbliebenen Teile. Beide Schleusen wurden bis 1857 verdoppelt.

#### Der Malzer Kanal Ost

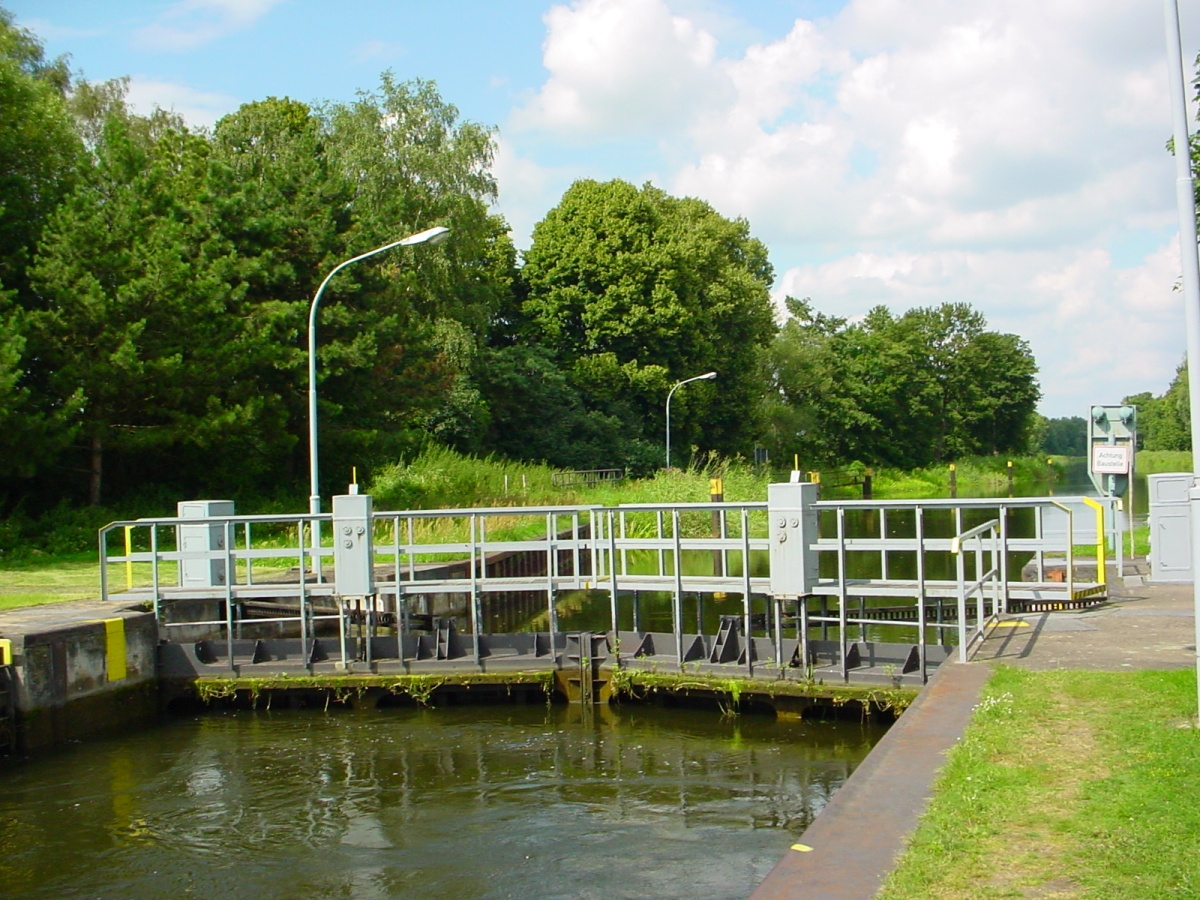
Schleuse Liebenwalde

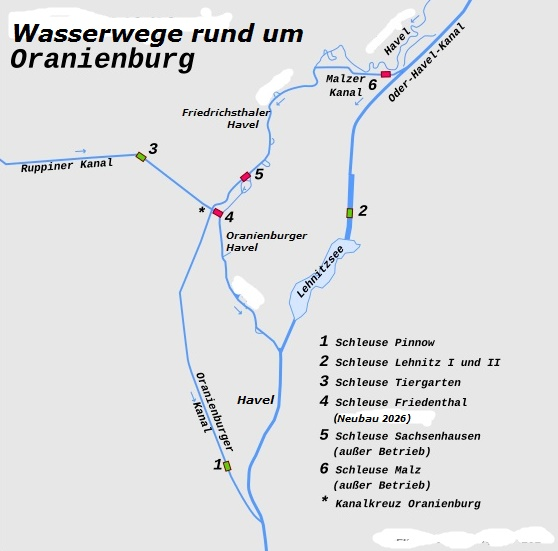

Der Nord-Süd-verlaufende Malzer Kanal Ost ist 6,4 km lang. Er ist eine Bundeswasserstraße der Klasse IV und gehört wie der anschließende Voßkanal zur Oberen Havel-Wasserstraße.
In etwa seiner Mitte befindet sich die Schleuse Liebenwalde: 52° 51′ 2″ N, 13° 23′ 46″ O. 
Sie ersetzt seit 1834 die beiden schon bald nach dem Bau des (zweiten) Finowkanals in der Faulen Havel errichteten zwei Schleusen.

#### Der Malzer Kanal West
Der Ost-West-verlaufende Malzer Kanal West ist 2,1 km lang und gehört rechtlich zur Havel-Oder-Wasserstraße.
Die ehemalige Schleuse Malz (#6 in nebenstehender Abbildung) ist ewta 500 m von der Havel-Oder-Wasserstraße entfernt: 
52° 47′ 52″ N, 13° 17′ 31″ O. 

Seit der Fertigstellung der neuen Oder-Havel-Wasserstraße 1914 wurden die Schleusen Malz für den Güterverkehr nicht mehr benötigt. Die ältere Schleuse wurde 1930 stillgelegt und zu einem Überlaufwehr umgebaut. 1968 wurde es erneuert. Die Schleuse von 1874 wurde 1975 ebenfalls zu einem Wehr umgestaltet. Schiffe und Boote können diese Kanalstufe nicht mehr passieren, sie dient heute nur noch der Wasserstandsregulierung.
Über den Kanal führen zwei Brücken, die Schleusenbrücke und Freiarchenbrücke Malz. Sie überführen die Kreisstraße K 6507 über den Malzer Kanal. Die Freiarchenbrücke wurde bereits im Jahr 1828 im Zusammenhang mit dem Bau der Schleuse Malz errichtet. Sie wurde im Jahr 1945 gesprengt und danach wieder aufgebaut. Die Schleusenbrücke wurde im Jahr 1857 errichtet und zuletzt 1978 instand gesetzt. In der Zeit von Oktober 2000 bis April 2002 wurde für die Schleusenbrücke und die Freiarchenbrücke je ein Ersatzneubau errichtet. Die Schleusenbrücke führt über die Unterhäupter der ehemaligen Zweikammerschleuse.
Im Obererwasser der ehemaligen Schleuse befindet sich die Werft Malz. Sie ist somit von der Havel-Oder-Wasserstraße aus erreichbar.
Der Malzer Kanal West ist seit dem Ende des Zweiten Weltkriegs auch nicht mehr nach Süden schiffbar angeschlossen, denn die damals zerstörte Schleuse Sachsenhausen (#5 in nebenstehender Abbildung) wurde nicht mehr aufgebaut. Somit ist der Malzer Kanal West bis heute (2025) nur noch auf der Havel vom Norden her und mit kleineren Schiffen erreichbar.

Malzer Kanal West
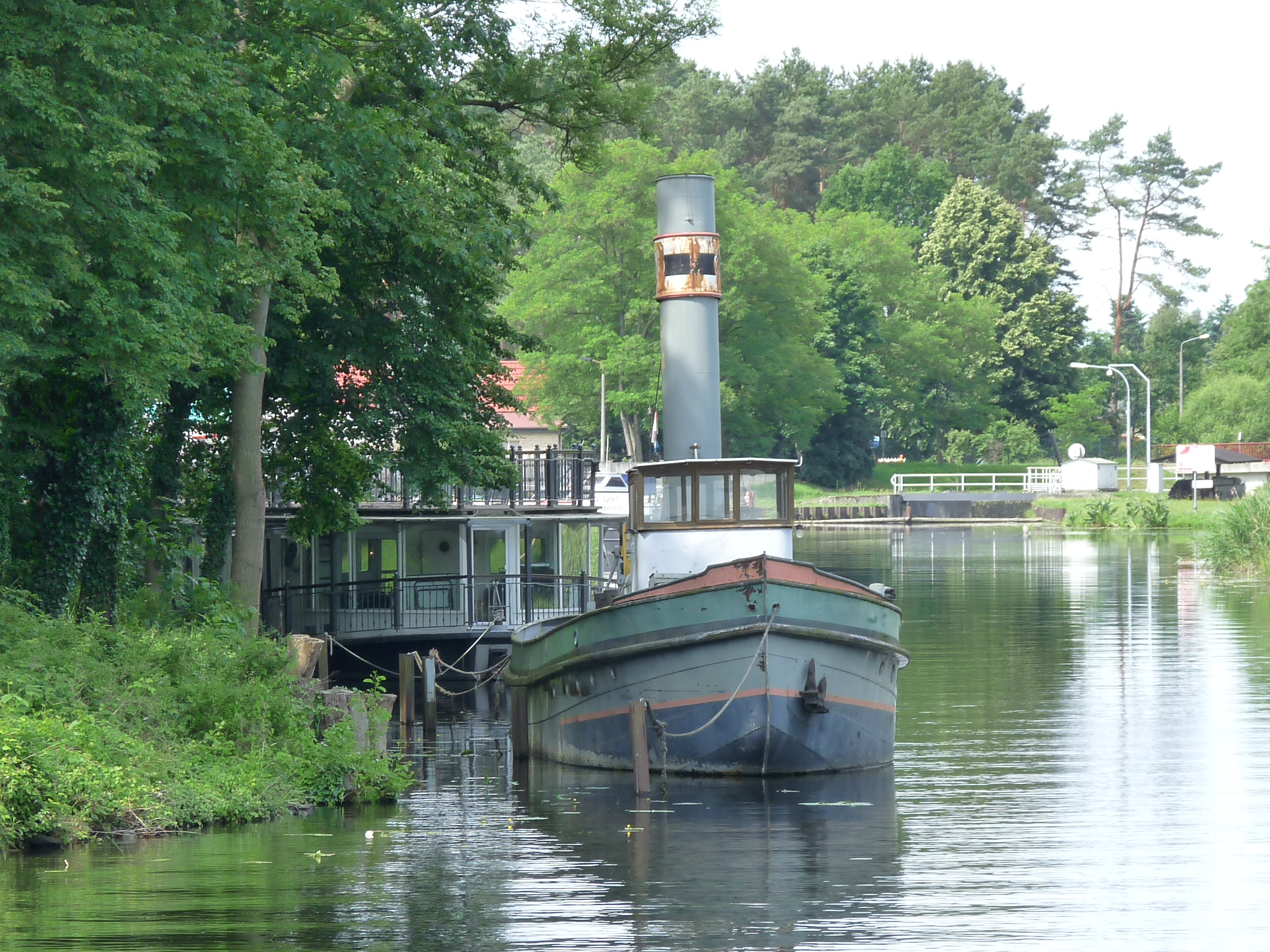
Schleppdampfer im Schleusen-Oberwasser: links die Werft, im Hintergrund die ehemaligen Schleusen
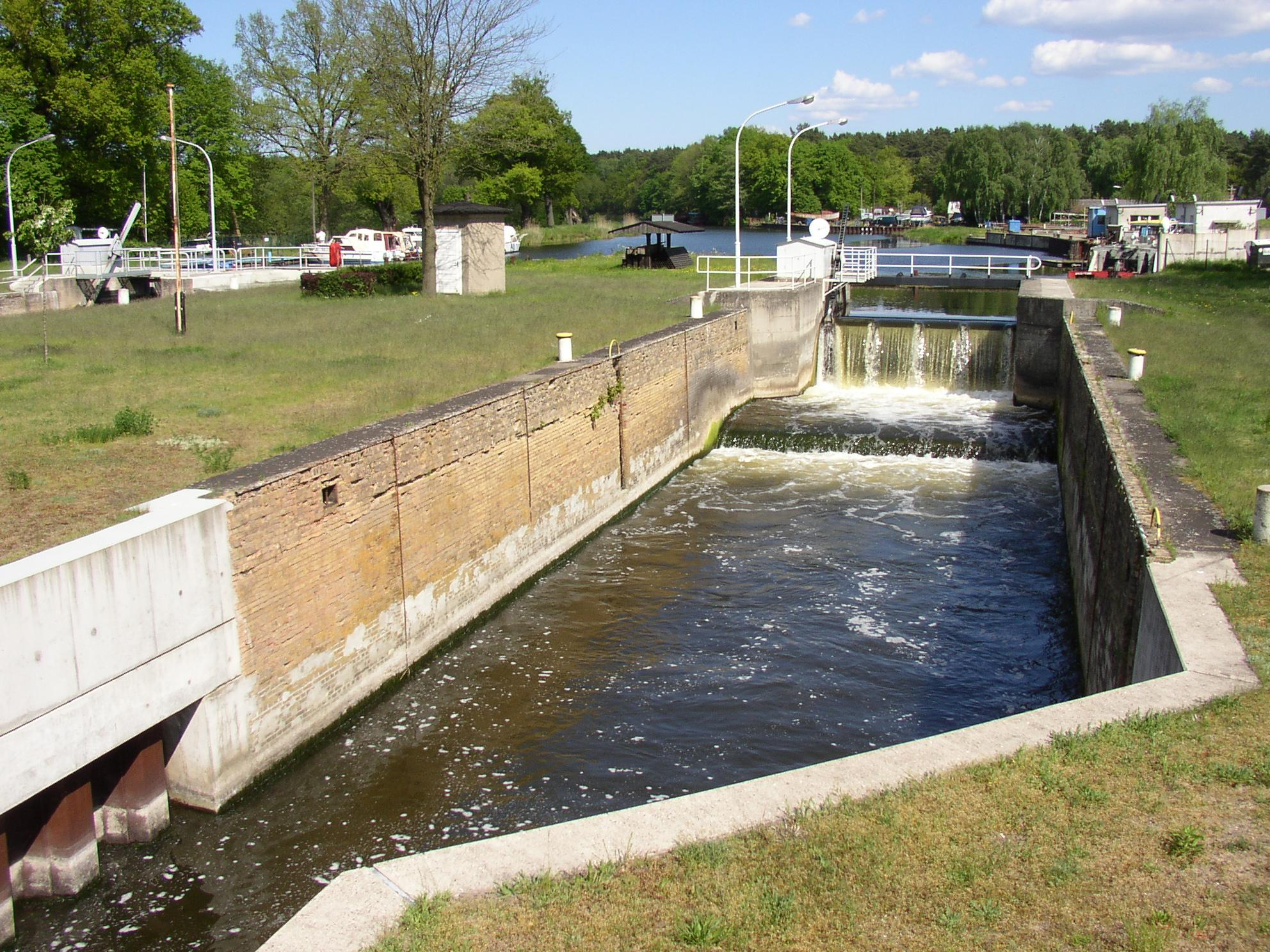
Eine der beiden Kammern der zu Wehren umgestalteten Schleusen
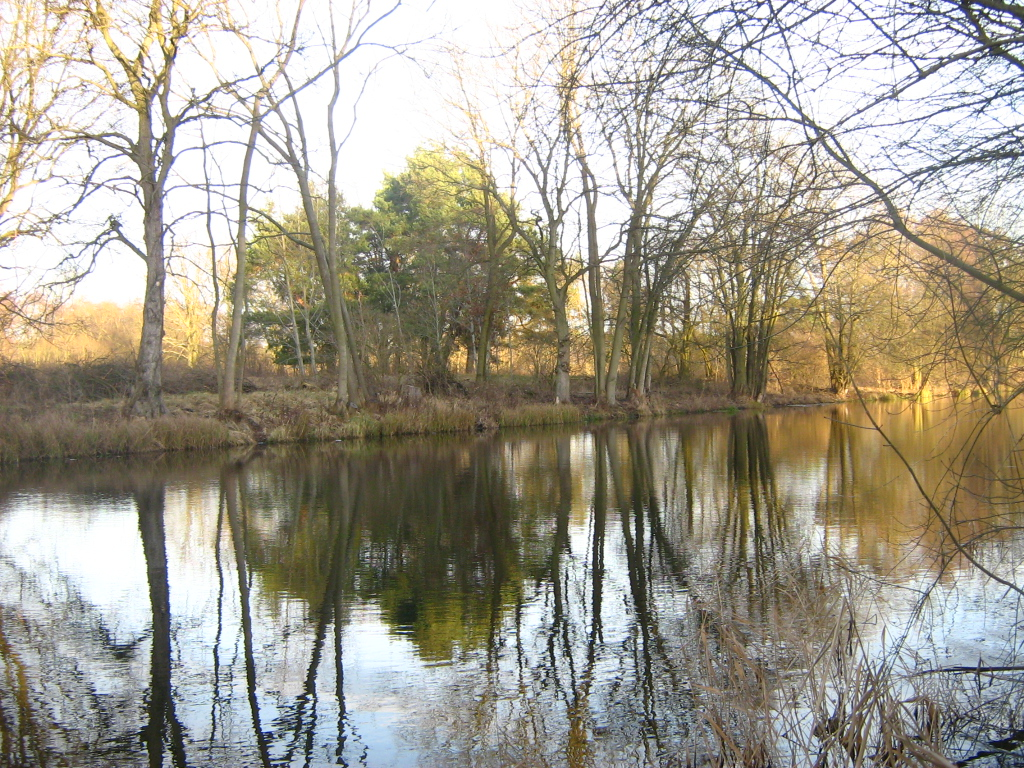
Der Kanal unterhalb der ehemaligen Schleusen

## Karten
- Folke Stender: Redaktion Sportschifffahrtskarten Binnen 1 + 4. Nautische Veröffentlichung Verlagsgesellschaft, ISBN 3-926376-10-4.
- W. Ciesla, H. Czesienski, W. Schlomm, K. Senzel, D. Weidner: Schiffahrtskarten der Binnenwasserstraßen der Deutschen Demokratischen Republik 1:10.000. Band 4. Herausgeber: Wasserstraßenaufsichtsamt der DDR, Berlin 1988, S. 113 ff., OCLC 830889996.